# Johan C. F. Dam

Vier der Gründungsmitglieder des Sambandsflokkurin im Jahr 1906. Johan C. F. Dam ist Zweiter von links.

Johan Christian Frederik Dam (* 8. Juli 1863 in Kollafjørður auf den Färöern; † 17. Januar 1925) war ein färöischer Landwirt. Kaufmann und Politiker. Er ist einer der Gründer des unionistischen Sambandsflokkurin.

## Leben
Johan C. F. Dam kam 1863 in Kollafjørður auf dem Hof des kongsbóndi við Sjógv zur Welt. Seine Eltern waren  Jóhanna Maria (geborene Djurhuus, geb. 1841) und Petur Mohr Dam (geb. 1837) aus Oyrareingir.
Sein Vater Petur Mohr Dam hatte in Kollafjørður einen Handel betrieben, den Johan nach dem Tod seines Vaters im Jahr 1890 weiterführte. Nach der Angliederung einer kleinen Poststelle wurde er zusätzlich örtlicher Poststellenverwalter. Der Brudersohn Johannis Dam (geb. 1902) übernahm die Poststelle nach dem Tod von Johan C. F. Dam im Jahr 1925.
Für mehrere Jahre war Johan C. F. Dam ebenfalls Mitglied des Gemeinderats in Kollafjørður und wurde von 1903 bis 1918 als Vertreter für Norðurstreymoy ins Løgting gewählt. Er war im Jahr 1906 einer der Gründer des Sambandsflokkurin.
Johan C. F. Dam war mit Anna Malena Hansdatter Joensen (geb. 1809) verheiratet.
Peter Mohr Dam, der Sohn seines Bruders Ole Christian Dam (geb. 1867), wurde später Mitbegründer des Javnaðarflokkurin und Løgtingsabgeordneter sowie Ministerpräsident der Färöer.